# Corydalus batesii
Corydalus batesii är en insektsart som beskrevs av Mclachlan 1867. Corydalus batesii ingår i släktet Corydalus och familjen Corydalidae. Inga underarter finns listade i Catalogue of Life.